# Nativa FM Poços de Caldas
Nativa FM Poços de Caldas é uma estação de rádio brasileira concessionada no município de Andradas, porém sediada em Poços de Caldas, ambas cidades do estado de Minas Gerais. Opera no dial FM, na frequência 94,9 MHz, e é afiliada à Nativa FM.

## História
A emissora foi inaugurada pelo professor e empresário José Vicente Sales em 22 de fevereiro de 1991, dia do aniversário de Andradas, como Vinícola FM. Foi a primeira emissora de FM da cidade, sendo inaugurada exatamente cinco anos após a emissora irmã Rádio Vinícola.
Em 2002, a Vinícola FM altera sua frequência para 102.7 MHz. Em janeiro de 2003, deixa sua programação independente após 12 anos e passa a ser afiliada à Band FM, adotando a nomenclatura Band FM Poços de Caldas, devido ao seu direcionamento comercial à maior cidade vizinha a Andradas. No mesmo ano, retorna à frequência 94.9 MHz.
Em 5 de junho de 2007, a Band FM Poços de Caldas realizou o primeiro Festival de Inverno de Andradas. O evento contou com a participação de diversas bandas e artistas, além do concurso Garota Band, que elegeu a rainha da festa.
Em 4 de agosto de 2009, a emissora andradense deixa a Band FM e dá início à transmissão de uma programação temporária, até que fosse definida uma nova afiliação. A parceria com a Nativa FM, outra rede do Grupo Bandeirantes de Comunicação, teve início em 1° de setembro do mesmo ano, e a emissora assume a nomenclatura Nativa FM Poços de Caldas. Foi a primeira afiliada da rede em Minas Gerais.
Em 21 de julho de 2012, falece, aos 91 anos, o fundador da emissora, José Vicente Sales. A Nativa FM Poços de Caldas passa a ser controlada por seu filho, Domingos Antonio Sales, que já era acionista da emissora.